# Dasyhelea aurensis
Dasyhelea aurensis är en tvåvingeart som beskrevs av Remm 1981. Dasyhelea aurensis ingår i släktet Dasyhelea och familjen svidknott. Inga underarter finns listade i Catalogue of Life.